# Francisco Rodríguez (piłkarz)
Francisco Javier „Maza” Rodríguez Pinedo (ur. 10 października 1981 w Mazatlán) – meksykański piłkarz występujący na pozycji środkowego obrońcy.

## Kariera klubowa
Rodríguez pochodzi z miasta Mazatlán (stąd przydomek Maza). Piłkarską karierę rozpoczął w Guadalajarze w tamtejszym klubie Chivas Guadalajara. W 2002 roku zadebiutował w rozgrywkach ligi meksykańskiej. Nie mając jednak szans na grę występował w drugoligowych rezerwach klubu, CD Tapatío. Latem 2003 wrócił do Chivas i w końcu wywalczył miejsce w wyjściowej jedenastce. Pierwszym sezonem zwiastującym sukces była faza Clausura 2004, kiedy to doprowadził drużynę do finału, jednak zespół przegrał w nim, a mistrzem został Pumas UNAM dzięki wygraniu serii rzutów karnych w decydującym o mistrzostwie spotkaniu. Swoje jedyne, mistrzostwo Meksyku zdobył w 2006 roku w fazie Apertura – Guadalajara okazała się wówczas lepsza od Deportivo Toluca.
Latem 2008 Rodríguez został kupiony przez zespół mistrza Holandii – PSV Eindhoven – za sumę 2,8 milionów euro. W nowej drużynie wybrał numer 4 na koszulce, noszony wcześniej przez Portugalczyka Manuela da Costę. Podczas pierwszego sezonu głównie pełnił rolę rezerwowego, jednak w rozgrywkach 2009/2010 wywalczył sobie miejsce w wyjściowym składzie, występując na środku obrony najpierw z Erikiem Pietersem, a później z Brazylijczykiem Marcelo. W połowie 2011 roku za sumę 1,8 miliona euro przeniósł się do niemieckiego VfB Stuttgart, w którego barwach występował przez kolejne półtora roku. W styczniu 2013 powrócił do ojczyzny, za sumę dwóch milionów euro zostając bohaterem kontrowersyjnego transferu do stołecznego Club América, odwiecznego wroga jego macierzystego Chivas de Guadalajara. Od razu został podstawowym obrońcą ekipy i już w pierwszym sezonie, Clausura 2013, wywalczył z nią tytuł mistrza Meksyku. Dzięki temu został pierwszym piłkarzem w historii, który zdobył tytuł mistrzowski zarówno z Chivas, jak i z Américą.
| Sezon   | Klub                  | Kraj     | Rozgrywki                  | Mecze | Bramki |
| ------- | --------------------- | -------- | -------------------------- | ----- | ------ |
| 2002/03 | Chivas de Guadalajara | Meksyk   | Primera División           | 2     | 0      |
| 2003/04 | Chivas de Guadalajara | Meksyk   | Primera División           | 32    | 0      |
| 2004/05 | Chivas de Guadalajara | Meksyk   | Primera División           | 30    | 0      |
| 2005/06 | Chivas de Guadalajara | Meksyk   | Primera División           | 26    | 0      |
| 2006/07 | Chivas de Guadalajara | Meksyk   | Primera División           | 44    | 4      |
| 2007/08 | Chivas de Guadalajara | Meksyk   | Primera División           | 37    | 0      |
| 2008/09 | PSV Eindhoven         | Holandia | Eredivisie                 | 9     | 1      |
| 2009/10 | PSV Eindhoven         | Holandia | Eredivisie                 | 29    | 1      |
| 2010/11 | PSV Eindhoven         | Holandia | Eredivisie                 | 22    | 2      |
| 2011/12 | VfB Stuttgart         | Niemcy   | Bundesliga                 | 26    | 2      |
| 2012/13 | VfB Stuttgart         | Niemcy   | Bundesliga                 | 14    | 0      |
| 2012/13 | Club América          | Meksyk   | Primera División           | 22    | 0      |
| 2013/14 | Club América          | Meksyk   | Primera División           | 30    | 1      |
| 2014/15 | Cruz Azul             | Meksyk   | Primera División           |       |        |
|         |                       |          | Łącznie w Primera División | 223   | 5      |
|         |                       |          | Łącznie w Eredivisie       | 60    | 5      |
|         |                       |          | Łącznie w Bundeslidze      | 40    | 2      |

## Kariera reprezentacyjna
W reprezentacji Meksyku Rodríguez zadebiutował 18 lutego 2004 w zremisowanym 1:1 meczu z Chile. W tym samym roku wystąpił z olimpijską drużyną na Igrzyskach Olimpijskich w Atenach, jednak Meksyk nie wyszedł z grupy. Natomiast rok później wystąpił w Złotym Pucharze CONCACAF 2005, ale Meksyk odpadł w ćwierćfinale.
W 2006 roku Rodríguez został powołany do kadry na Mistrzostwa Świata w Niemczech. Tam wystąpił tylko w grupowym spotkaniu z Portugalią, przegranym 1:2. Z Meksykiem odpadł w 1/8 finału. W 2007 roku Rodríguez zaliczył dwa kolejne turnieje: Złoty Puchar CONCACAF 2007 (wicemistrzostwo) i Copa América 2007 (3. miejsce).
W 2010 roku Rodríguez wystąpił na Mistrzostwach Świata w RPA, będąc podstawowym zawodnikiem meksykańskiej kadry i występując we wszystkich czterech spotkaniach. Drużyna prowadzona przez selekcjonera Javiera Aguirre ponownie odpadła w 1/8 finału.